# Neil Parish
Neil Quentin Gordon Parish (né le 26 mai 1956) est un homme politique et un agriculteur du Parti conservateur britannique. Il est député européen pour le sud-ouest de l'Angleterre de 1999 à 2009, et député de Tiverton et Honiton de 2010 à 2022.

## Biographie

### Jeunesse
Né dans le Somerset, il fréquente Brymore School (maintenant Brymore Academy), un pensionnat agricole géré par les autorités locales à Cannington près de Bridgwater. Il quitte l'école à 16 ans pour gérer la ferme familiale.

### Carrière
Parish commence sa carrière en politique au sein du gouvernement local, comme conseiller de quartier, de district et de comté. Aux élections générales de 1997, il se présente à Torfaen, un siège sûr travailliste au Pays de Galles. Il est largement battu en obtenant seulement 12,3 % des voix.
Parish est élu au Parlement européen lors des élections de 1999 pour la circonscription du sud-ouest de l'Angleterre. Il est réélu en 2004 en tête de liste du parti conservateur.
Parish est observateur lors des élections parlementaires zimbabwéennes de 2000, où il critique l'attitude du régime de Robert Mugabe. Lors de l'élection présidentielle de 2008, Neil Parish appelle le gouvernement britannique à rejeter la légitimité de la ZANU-PF et à reconnaître le Mouvement pour le changement démocratique (MDC) de Morgan Tsvangirai comme le gouvernement démocratiquement élu du Zimbabwe. Parish est interdit d'entrée dans le pays après avoir exprimé ses critiques.
Pendant toute sa carrière au Parlement européen, il est membre de la commission de l'agriculture et du développement rural, qu'il préside de janvier 2007 à juillet 2009. En décembre 2001, il est nommé porte-parole des conservateurs sur l'agriculture et il est également whip en chef adjoint de la délégation. Il joue un rôle déterminant dans la mise en place de l'enquête publique d'un an du Parlement sur l'épidémie de fièvre aphteuse et il est également membre de l'enquête du Parlement européen sur l'effondrement d'Equitable Life. Il est également membre suppléant de la commission de la pêche.
Pendant son mandat en tant que président de la commission de l'agriculture et du développement rural, David Miliband, à l'époque secrétaire d'État à l'Environnement, à l'Alimentation et aux Affaires rurales, décrit Neil Parish comme un « rottweiler » pour sa persévérance acharnée.
En février 2007, Parish est choisi comme candidat parlementaire conservateur pour Tiverton et Honiton. Le siège est occupé par la conservatrice Angela Browning qui prend sa retraite. Parish ne se représente pas aux élections de 2009 au Parlement européen.

### Député
Parish est élu député de Tiverton et Honiton le 6 mai 2010 en recueillant 27 614 voix, soit 50,3 % du total des votes exprimés et une majorité de 9 320 voix.
En juin 2010, Parish est élu par ses collègues députés au Comité spécial de l'environnement, de l'alimentation et des affaires rurales. Le comité est élu par la Chambre des communes pour examiner les dépenses, l'administration et la politique du ministère de l'Environnement, de l'Alimentation et des Affaires rurales (Defra) et de ses organismes publics associés, notamment l'Agence pour l'environnement et le Natural England . Après les élections générales de 2015, il est élu à la présidence du comité restreint .
Parish est élu par les députés d'arrière-ban conservateurs au bureau du Comité 1922 pour les politiques d'environnement le 20 juillet 2010. Le comité directeur joue un rôle important à la fois dans l'élaboration des politiques et en tant que canal de communication entre les députés d'arrière-ban et les ministres.
Parish est l'un des 79 députés conservateurs qui, le 24 octobre 2011, se rebellent contre le parti votent pour un référendum national sur les relations du Royaume-Uni avec l'Union européenne.
Le 22 juillet 2014, Parish est nommé secrétaire parlementaire privé de John Hayes, ministre d'État aux Transports, qui est également conseiller principal du Premier ministre.
Parish s'oppose et vote contre la mise en œuvre du mariage homosexuel, déclarant qu'il pense que la question est « à l'Église et aux chrétiens de décider [sur], et non au Parlement de légiférer ». En 2014, Parish vote contre le fait de permettre aux tribunaux de traiter les procédures de divorce d'un couple de même sexe et contre la possibilité de rendre le mariage homosexuel accessible au personnel des forces armées en dehors du Royaume-Uni .
Parish est opposé au Brexit avant le référendum de 2016 .
Le 27 avril 2022, il est suspendu par son parti pour avoir regardé des vidéos pornographiques au Parlement et fait l'objet d'une enquête. Il démissionne de son mandat de député le 4 mai suivant après avoir été mis en cause pour manquement aux règles déontologiques de la Chambre des communes.

## Vie privée
Parish est marié à Susan Gail et a deux enfants et deux petits-enfants .